# Fabrício Lopes Alcântara
Fabrício Lopes Alcântara (Salvador de Bahía, Brasil, 18 de mayo de 1984), futbolista brasilero. Juega de defensa y su actual equipo es el América Mineiro de la Serie A de Brasil.

## Clubes
| Club             | País                   | Año       |
| ---------------- | ---------------------- | --------- |
| São Gonçalo FC   | Brasil                 | 2001-2002 |
| Al-Ittihad       | Arabia Saudita         | 2002-2005 |
| Al-Ain FC        | Emiratos Árabes Unidos | 2005-2006 |
| Happy Valley AA  | Hong Kong              | 2006-2007 |
| Naval 1º de Maio | Portugal               | 2007-2010 |
| Shatin SA        | Hong Kong              | 2010      |
| América Mineiro  | Brasil                 | 2010-     |

## Palmarés

### Campeonatos nacionales
| Título                        | Club            | País      | Año  |
| ----------------------------- | --------------- | --------- | ---- |
| Primera División de Hong Kong | Happy Valley AA | Hong Kong | 2006 |